# Platypalpus politellus
Platypalpus politellus är en tvåvingeart som beskrevs av Axel Leonard Melander 1927. Platypalpus politellus ingår i släktet Platypalpus och familjen puckeldansflugor. Inga underarter finns listade i Catalogue of Life.